# Crocidura voi
Crocidura voi là một loài động vật có vú trong họ Chuột chù, bộ Soricomorpha. Loài này được Osgood mô tả năm 1910.